# Александър Прилепчански
Александър Прилепчански е македонски архитект.

## Биография
Роден е на 9 ноември 1939 година в град Щип, тогава в Кралство Югославия. В 1965 година завършва Архитектурно-строителния факултет на Скопския университет. Преподава в същия университет. Занимава се с проектиране на жилищна архитектура. Автор е на много големи и еднофамилни жилищни сгради в Скопие, Кочани, Кавадарци, като по-значими са Влаот в Кичево (1983) жилищен блок в Аеродрум в Скопие (1992).